# Équipe d'Allemagne de football à la Coupe du monde 2022
Cet article relate le parcours de l'Équipe d'Allemagne de football lors de la Coupe du monde de football 2022 organisée au Qatar du 20 novembre au 18 décembre 2022.

## Préparation de l'événement

### Qualification
| Rang | Équipe            | Pts | J  | G | N | P | Bp | Bc | Diff |  | Résultats (▼ dom., ► ext.) |     |     |     |     |     |     |
| ---- | ----------------- | --- | -- | - | - | - | -- | -- | ---- |  | -------------------------- | --- | --- | --- | --- | --- | --- |
| 1    | Allemagne         | 27  | 10 | 9 | 0 | 1 | 36 | 4  | +32  |  | Allemagne                  |     | 1-2 | 2-1 | 6-0 | 3-0 | 9-0 |
| 2    | Macédoine du Nord | 18  | 10 | 5 | 3 | 2 | 23 | 11 | +12  |  | Macédoine du Nord          | 0-4 |     | 0-0 | 0-0 | 3-1 | 5-0 |
| 3    | Roumanie          | 17  | 10 | 5 | 2 | 3 | 13 | 8  | +5   |  | Roumanie                   | 0-1 | 3-2 |     | 1-0 | 0-0 | 2-0 |
| 4    | Arménie           | 12  | 10 | 3 | 3 | 4 | 9  | 20 | -11  |  | Arménie                    | 1-4 | 0-5 | 3-2 |     | 2-0 | 1-1 |
| 5    | Islande           | 9   | 10 | 2 | 3 | 5 | 12 | 18 | -6   |  | Islande                    | 0-4 | 2-2 | 0-2 | 1-1 |     | 4-0 |
| 6    | Liechtenstein     | 1   | 10 | 0 | 1 | 9 | 2  | 34 | -32  |  | Liechtenstein              | 0-2 | 0-4 | 0-2 | 0-1 | 1-4 |     |

| 1re match          | Allemagne                               | 3 - 0                         | Islande                       |                                                                   |                                                                   |
| 25 mars 2021 20h45 | Goretzka 3e · Havertz 7e · Gündoğan 56e | (2 - 0)                       |                               | MSV-Arena, Duisbourg Spectateurs : 0 Arbitrage : Srdjan Jovanović | MSV-Arena, Duisbourg Spectateurs : 0 Arbitrage : Srdjan Jovanović |
| 25 mars 2021 20h45 | Havertz 48e                             | Rapport (FIFA) Rapport (UEFA) | 56e Árnason · 65e Guðmundsson | MSV-Arena, Duisbourg Spectateurs : 0 Arbitrage : Srdjan Jovanović | MSV-Arena, Duisbourg Spectateurs : 0 Arbitrage : Srdjan Jovanović |

| 2e match           | Roumanie    | 0 - 1                         | Allemagne     |                                                                      |                                                                      |
| 28 mars 2021 20h45 |             | (0 - 1)                       | 17e Gnabry    | Arena Națională, Bucarest Spectateurs : 0 Arbitrage : Clément Turpin | Arena Națională, Bucarest Spectateurs : 0 Arbitrage : Clément Turpin |
| 28 mars 2021 20h45 | Popescu 16e | Rapport (FIFA) Rapport (UEFA) | 90+3e Kimmich | Arena Națională, Bucarest Spectateurs : 0 Arbitrage : Clément Turpin | Arena Națională, Bucarest Spectateurs : 0 Arbitrage : Clément Turpin |

| 3e match           | Allemagne                                                     | 1 - 2                         | Macédoine du Nord                     |                                                                    |                                                                    |
| 31 mars 2021 20h45 | Gündoğan 63e (pen.)                                           | (0 - 1)                       | 45+2e Pandev · 85e Elmas              | MSV-Arena, Duisbourg Spectateurs : 0 Arbitrage : Sergueï Karassiov | MSV-Arena, Duisbourg Spectateurs : 0 Arbitrage : Sergueï Karassiov |
| 31 mars 2021 20h45 | Gosens 28e · Rüdiger 37e · Sané 46e · Musiala 89e · Can 90+3e | Rapport (FIFA) Rapport (UEFA) | 5e Velkovski · 67e Elmas · 77e Pandev | MSV-Arena, Duisbourg Spectateurs : 0 Arbitrage : Sergueï Karassiov | MSV-Arena, Duisbourg Spectateurs : 0 Arbitrage : Sergueï Karassiov |

| 4e match               | Liechtenstein                 | 0 - 2   | Allemagne             | | |
| 2 septembre 2021 20h45 |                               | (0 - 1) | 41e Werner · 77e Sané | Kybunpark, Saint-Gall ( Suisse) Spectateurs : 7 958 Arbitrage : Fabio Verissimo Arbitre vidéo : Luis Godinho | Kybunpark, Saint-Gall ( Suisse) Spectateurs : 7 958 Arbitrage : Fabio Verissimo Arbitre vidéo : Luis Godinho |
| 2 septembre 2021 20h45 | Rapport (FIFA) Rapport (UEFA) |         |                       | Kybunpark, Saint-Gall ( Suisse) Spectateurs : 7 958 Arbitrage : Fabio Verissimo Arbitre vidéo : Luis Godinho | Kybunpark, Saint-Gall ( Suisse) Spectateurs : 7 958 Arbitrage : Fabio Verissimo Arbitre vidéo : Luis Godinho |

| 5e match               | Allemagne                                                           | 6 - 0                         | Arménie     | | |
| 5 septembre 2021 20h45 | Gnabry 6e 15e · Reus 35e · Werner 45e · Hofmann 52e · Adeyemi 90+1e | (4 - 0)                       |             | Mercedes-Benz Arena, Stuttgart Spectateurs : 18 086 Arbitrage : William Collum Arbitre vidéo : Paul Tierney | Mercedes-Benz Arena, Stuttgart Spectateurs : 18 086 Arbitrage : William Collum Arbitre vidéo : Paul Tierney |
| 5 septembre 2021 20h45 |                                                                     | Rapport (FIFA) Rapport (UEFA) | 50e Haroyan | Mercedes-Benz Arena, Stuttgart Spectateurs : 18 086 Arbitrage : William Collum Arbitre vidéo : Paul Tierney | Mercedes-Benz Arena, Stuttgart Spectateurs : 18 086 Arbitrage : William Collum Arbitre vidéo : Paul Tierney |

| 6e match               | Islande                         | 0 - 4                         | Allemagne                                       | | |
| 8 septembre 2021 20h45 |                                 | (0 - 2)                       | 4e Gnabry · 24e Rüdiger · 56e Sané · 89e Werner | Laugardalsvöllur, Reykjavik Spectateurs : 3 505 Arbitrage : Andreas Ekberg Arbitre vidéo : Chris Kavanagh | Laugardalsvöllur, Reykjavik Spectateurs : 3 505 Arbitrage : Andreas Ekberg Arbitre vidéo : Chris Kavanagh |
| 8 septembre 2021 20h45 | Bi. Bjarnason 33e · Pálsson 60e | Rapport (FIFA) Rapport (UEFA) |                                                 | Laugardalsvöllur, Reykjavik Spectateurs : 3 505 Arbitrage : Andreas Ekberg Arbitre vidéo : Chris Kavanagh | Laugardalsvöllur, Reykjavik Spectateurs : 3 505 Arbitrage : Andreas Ekberg Arbitre vidéo : Chris Kavanagh |

| 7e journée           | Allemagne               | 2 - 1                         | Roumanie                             | | |
| 8 octobre 2021 20h45 | Gnabry 52e · Müller 81e | (0 - 1)                       | 9e Hagi                              | Volksparkstadion, Hambourg Spectateurs : 25 000 Arbitrage : Cüneyt Çakır Arbitre vidéo : Mete Kalkavan | Volksparkstadion, Hambourg Spectateurs : 25 000 Arbitrage : Cüneyt Çakır Arbitre vidéo : Mete Kalkavan |
| 8 octobre 2021 20h45 | Kehrer 87e              | Rapport (FIFA) Rapport (UEFA) | 41e Stanciu · 59e Rațiu · 80e Pușcaș | Volksparkstadion, Hambourg Spectateurs : 25 000 Arbitrage : Cüneyt Çakır Arbitre vidéo : Mete Kalkavan | Volksparkstadion, Hambourg Spectateurs : 25 000 Arbitrage : Cüneyt Çakır Arbitre vidéo : Mete Kalkavan |

| 8e match              | Macédoine du Nord | 0 - 4                         | Allemagne                                  | | |
| 11 octobre 2021 20h45 |                   | (0 - 0)                       | 50e Havertz · 70e 73e Werner · 83e Musiala | Stade national Toše-Proeski, Skopje Spectateurs : 16 182 Arbitrage : Danny Makkelie Arbitre vidéo : Kevin Blom | Stade national Toše-Proeski, Skopje Spectateurs : 16 182 Arbitrage : Danny Makkelie Arbitre vidéo : Kevin Blom |
| 11 octobre 2021 20h45 | Ristovski 70e     | Rapport (FIFA) Rapport (UEFA) | 55e Havertz                                | Stade national Toše-Proeski, Skopje Spectateurs : 16 182 Arbitrage : Danny Makkelie Arbitre vidéo : Kevin Blom | Stade national Toše-Proeski, Skopje Spectateurs : 16 182 Arbitrage : Danny Makkelie Arbitre vidéo : Kevin Blom |

| 9e match               | Allemagne | 9 - 0                         | Liechtenstein | | |
| 11 novembre 2021 20h45 | Gündoğan 11e (pen.) · Kaufmann 20e (csc) · Sané 22e 49e · Reus 23e · Müller 76e 86e · Baku 80e · Göppel 89e (csc) | (4 - 0)                       |               | Volkswagen-Arena, Wolfsburg Spectateurs : 25 984 Arbitrage : Ivana Martinčić Arbitre vidéo : Duje Strukan | Volkswagen-Arena, Wolfsburg Spectateurs : 25 984 Arbitrage : Ivana Martinčić Arbitre vidéo : Duje Strukan |
| 11 novembre 2021 20h45 | Rüdiger 39e | Rapport (FIFA) Rapport (UEFA) | 9e Hofer      | Volkswagen-Arena, Wolfsburg Spectateurs : 25 984 Arbitrage : Ivana Martinčić Arbitre vidéo : Duje Strukan | Volkswagen-Arena, Wolfsburg Spectateurs : 25 984 Arbitrage : Ivana Martinčić Arbitre vidéo : Duje Strukan |

| 10e match              | Arménie               | 1 - 4                         | Allemagne                                             | | |
| 14 novembre 2021 18h00 | Mkhitaryan 59e (pen.) | (0 - 2)                       | 15e Havertz · 45+4e (pen.) 50e Gündoğan · 64e Hofmann | Stade Républicain Vazgen-Sargsian, Erevan Spectateurs : 12 800 Arbitrage : François Letexier Arbitre vidéo : Jérémie Pignard | Stade Républicain Vazgen-Sargsian, Erevan Spectateurs : 12 800 Arbitrage : François Letexier Arbitre vidéo : Jérémie Pignard |
| 14 novembre 2021 18h00 | Voskanyan 45+3e       | Rapport (FIFA) Rapport (UEFA) | 58e Neuhaus · 68e Arnold                              | Stade Républicain Vazgen-Sargsian, Erevan Spectateurs : 12 800 Arbitrage : François Letexier Arbitre vidéo : Jérémie Pignard | Stade Républicain Vazgen-Sargsian, Erevan Spectateurs : 12 800 Arbitrage : François Letexier Arbitre vidéo : Jérémie Pignard |

## Préparation

### Matchs de préparation à la Coupe du monde
Liste détaillée des matches amicaux et de la Ligue des nations de l'Allemagne depuis sa qualification à la Coupe du monde :

#### Match amicaux
| 1er match          | Allemagne                  | 2 - 0   | Israël |                                                                           |                                                                           |
| 26 mars 2022 20h45 | Havertz 36e · Werner 45+1e | (2 - 0) |        | PreZero Arena, Sinsheim Spectateurs : 25 600 Arbitrage : Maurizio Mariani | PreZero Arena, Sinsheim Spectateurs : 25 600 Arbitrage : Maurizio Mariani |
| 26 mars 2022 20h45 | Rapport                    |         |        | PreZero Arena, Sinsheim Spectateurs : 25 600 Arbitrage : Maurizio Mariani | PreZero Arena, Sinsheim Spectateurs : 25 600 Arbitrage : Maurizio Mariani |

| 2e match           | Pays-Bas                | 1 - 1   | Allemagne              |                                                                             |                                                                             |
| 29 mars 2022 20h45 | Bergwijn 68e            | (0 - 1) | 45+1e Müller           | Johan Cruyff Arena, Amsterdam Spectateurs : 50 387 Arbitrage : Craig Pawson | Johan Cruyff Arena, Amsterdam Spectateurs : 50 387 Arbitrage : Craig Pawson |
| 29 mars 2022 20h45 | Depay 29e · de Jong 86e | Rapport | 83e Raum · 89e Rüdiger | Johan Cruyff Arena, Amsterdam Spectateurs : 50 387 Arbitrage : Craig Pawson | Johan Cruyff Arena, Amsterdam Spectateurs : 50 387 Arbitrage : Craig Pawson |

#### Ligue des nations
| 1er match         | Italie                                                                       | 1 - 1   | Allemagne                             | | |
| 4 juin 2022 20h45 | Pellegrini 70e                                                               | (0 - 0) | 73e Kimmich                           | Stade Renato-Dall'Ara, Bologne Spectateurs : 23 754 Arbitrage : Srdjan Jovanovic Arbitre vidéo : Tomasz Kwiatkowski | Stade Renato-Dall'Ara, Bologne Spectateurs : 23 754 Arbitrage : Srdjan Jovanovic Arbitre vidéo : Tomasz Kwiatkowski |
| 4 juin 2022 20h45 | Pellegrini 51e · Florenzi 62e · Tonali 66e · Bastoni 80e · Cancellieri 90+4e | Rapport | 62e Kehrer · 83e Havertz · 89e Werner | Stade Renato-Dall'Ara, Bologne Spectateurs : 23 754 Arbitrage : Srdjan Jovanovic Arbitre vidéo : Tomasz Kwiatkowski | Stade Renato-Dall'Ara, Bologne Spectateurs : 23 754 Arbitrage : Srdjan Jovanovic Arbitre vidéo : Tomasz Kwiatkowski |

| 2e match          | Allemagne              | 1 - 1   | Angleterre      | | |
| 7 juin 2022 20h45 | Hofmann 50e            | (0 - 0) | 88e (pen.) Kane | Allianz Arena, Munich Spectateurs : 66 289 Arbitrage : Carlos del Cerro Grande Arbitre vidéo : Juan Martínez Munuera | Allianz Arena, Munich Spectateurs : 66 289 Arbitrage : Carlos del Cerro Grande Arbitre vidéo : Juan Martínez Munuera |
| 7 juin 2022 20h45 | Nico Schlotterbeck 87e | Rapport |                 | Allianz Arena, Munich Spectateurs : 66 289 Arbitrage : Carlos del Cerro Grande Arbitre vidéo : Juan Martínez Munuera | Allianz Arena, Munich Spectateurs : 66 289 Arbitrage : Carlos del Cerro Grande Arbitre vidéo : Juan Martínez Munuera |

| 3e match           | Hongrie                               | 1 - 1   | Allemagne         | | |
| 11 juin 2022 20h45 | Nagy 6e                               | (1 - 1) | 9e Hofmann        | Stade Ferenc-Puskás, Budapest Spectateurs : 55 948 Arbitrage : José María Sánchez Arbitre vidéo : Guillermo Cuadra Fernández | Stade Ferenc-Puskás, Budapest Spectateurs : 55 948 Arbitrage : José María Sánchez Arbitre vidéo : Guillermo Cuadra Fernández |
| 11 juin 2022 20h45 | Sallai 17e · Gulácsi 86e · Ádám 90+1e | Rapport | 36e Schlotterbeck | Stade Ferenc-Puskás, Budapest Spectateurs : 55 948 Arbitrage : José María Sánchez Arbitre vidéo : Guillermo Cuadra Fernández | Stade Ferenc-Puskás, Budapest Spectateurs : 55 948 Arbitrage : José María Sánchez Arbitre vidéo : Guillermo Cuadra Fernández |

| 4e match           | Allemagne                                                         | 5 - 2   | Italie                     | | |
| 14 juin 2022 20h45 | Kimmich 10e · Gündoğan 45+4e (pen.) · Müller 51e · Werner 68e 69e | (2 - 0) | 78e Gnonto · 90+4e Bastoni | Borussia-Park, Mönchengladbach Spectateurs : 44 144 Arbitrage : István Kovács Arbitre vidéo : Pol van Boekel | Borussia-Park, Mönchengladbach Spectateurs : 44 144 Arbitrage : István Kovács Arbitre vidéo : Pol van Boekel |
| 14 juin 2022 20h45 | Rüdiger 61e · Sané 82e                                            | Rapport |                            | Borussia-Park, Mönchengladbach Spectateurs : 44 144 Arbitrage : István Kovács Arbitre vidéo : Pol van Boekel | Borussia-Park, Mönchengladbach Spectateurs : 44 144 Arbitrage : István Kovács Arbitre vidéo : Pol van Boekel |

| 5e match                | Allemagne                 | 0 - 1   | Hongrie    |                                                   |                                                   |
| 23 septembre 2022 20h45 |                           | (0 - 1) | 17e Szalai | Red Bull Arena, Leipzig Arbitrage : Slavko Vinčić | Red Bull Arena, Leipzig Arbitrage : Slavko Vinčić |
| 23 septembre 2022 20h45 | Kimmich 25e · Rüdiger 90e | Rapport | 40e Szalai | Red Bull Arena, Leipzig Arbitrage : Slavko Vinčić | Red Bull Arena, Leipzig Arbitrage : Slavko Vinčić |

| 6e match                | Angleterre                             | 3 - 3   | Allemagne                             |                                                      |                                                      |
| 26 septembre 2022 20h45 | Shaw 71e · Mount 75e · Kane 83e (pen.) | (0 - 0) | 52e (pen.) Gündogan · 67e 87e Havertz | Stade de Wembley, Londres Arbitrage : Danny Makkelie | Stade de Wembley, Londres Arbitrage : Danny Makkelie |
| 26 septembre 2022 20h45 |                                        | Rapport | 82e Schlotterbeck                     | Stade de Wembley, Londres Arbitrage : Danny Makkelie | Stade de Wembley, Londres Arbitrage : Danny Makkelie |

## Effectif
L'effectif de l'Allemagne, est dévoilé le 10 novembre 2022.
| Numéro / Nom       | Numéro / Nom          | Club                     | Date de naissance et âge*  | J.              | Buts            |                 |                 |                 |
| Gardiens de but    | Gardiens de but       | Gardiens de but          | Gardiens de but            | Gardiens de but | Gardiens de but | Gardiens de but | Gardiens de but | Gardiens de but |
| ------------------ | --------------------- | ------------------------ | -------------------------- | --------------- | --------------- | --------------- | --------------- | --------------- |
| 1                  | Manuel Neuer          | Bayern Munich            | 27 mars 1986 (36 ans)      | 3               | 0               | 0               | 0               | 0               |
| 12                 | Kevin Trapp           | Eintracht Francfort      | 8 juillet 1990 (32 ans)    | 0               | 0               | 0               | 0               | 0               |
| 22                 | Marc-André ter Stegen | FC Barcelone             | 30 avril 1992 (30 ans)     | 0               | 0               | 0               | 0               | 0               |
| Défenseurs         |                       |                          |                            |                 |                 |                 |                 |                 |
| 2                  | Antonio Rüdiger       | Real Madrid              | 3 mars 1993 (29 ans)       | 3               | 0               | 0               | 0               | 0               |
| 3                  | David Raum            | RB Leipzig               | 22 avril 1998 (24 ans)     | 3               | 0               | 0               | 0               | 0               |
| 4                  | Matthias Ginter       | SC Fribourg              | 19 janvier 1994 (28 ans)   | 1               | 0               | 0               | 0               | 0               |
| 5                  | Thilo Kehrer          | West Ham United          | 21 septembre 1996 (26 ans) | 1               | 0               | 1               | 0               | 0               |
| 15                 | Niklas Süle           | Borussia Dortmund        | 3 septembre 1995 (27 ans)  | 3               | 0               | 0               | 0               | 0               |
| 16                 | Lukas Klostermann     | RB Leipzig               | 3 juin 1996 (26 ans)       | 2               | 0               | 0               | 0               | 0               |
| 18                 | Jonas Hofmann         | Borussia Mönchengladbach | 14 juillet 1992 (30 ans)   | 2               | 0               | 0               | 0               | 0               |
| 20                 | Christian Günter      | SC Fribourg              | 28 février 1993 (29 ans)   | 0               | 0               | 0               | 0               | 0               |
| 23                 | Nico Schlotterbeck    | Borussia Dortmund        | 1er décembre 1999 (22 ans) | 2               | 0               | 0               | 0               | 0               |
| 25                 | Armel Bella-Kotchap   | Southampton FC           | 11 décembre 2001 (20 ans)  | 0               | 0               | 0               | 0               | 0               |
| Milieux de terrain |                       |                          |                            |                 |                 |                 |                 |                 |
| 6                  | Joshua Kimmich        | Bayern Munich            | 8 février 1995 (27 ans)    | 3               | 0               | 1               | 0               | 0               |
| 8                  | Leon Goretzka         | Bayern Munich            | 6 février 1995 (27 ans)    | 3               | 0               | 1               | 0               | 0               |
| 10                 | Serge Gnabry          | Bayern Munich            | 14 juillet 1995 (27 ans)   | 3               | 1               | 0               | 0               | 0               |
| 13                 | Thomas Müller         | Bayern Munich            | 13 septembre 1989 (33 ans) | 3               | 0               | 0               | 0               | 0               |
| 14                 | Jamal Musiala         | Bayern Munich            | 26 février 2003 (19 ans)   | 3               | 0               | 0               | 0               | 0               |
| 17                 | Julian Brandt         | Borussia Dortmund        | 2 mai 1996 (26 ans)        | 0               | 0               | 0               | 0               | 0               |
| 19                 | Leroy Sané            | Bayern Munich            | 11 janvier 1996 (26 ans)   | 2               | 0               | 0               | 0               | 0               |
| 21                 | İlkay Gündoğan        | Manchester City          | 24 octobre 1990 (32 ans)   | 3               | 1               | 0               | 0               | 0               |
| Attaquants         |                       |                          |                            |                 |                 |                 |                 |                 |
| 7                  | Kai Havertz           | Chelsea FC               | 11 juin 1999 (23 ans)      | 2               | 2               | 0               | 0               | 0               |
| 9                  | Niclas Füllkrug       | Werder Brême             | 9 février 1993 (29 ans)    | 3               | 2               | 0               | 0               | 0               |
| 11                 | Mario Götze           | Eintracht Francfort      | 9 mars 1993 (29 ans)       | 2               | 0               | 0               | 0               | 0               |
| 24                 | Karim Adeyemi         | Borussia Dortmund        | 18 janvier 2002 (20 ans)   | 0               | 0               | 0               | 0               | 0               |
| 26                 | Youssoufa Moukoko     | Borussia Dortmund        | 20 novembre 2004 (18 ans)  | 1               | 0               | 0               | 0               | 0               |
| Sélectionneur      |                       |                          |                            |                 |                 |                 |                 |                 |
|                    | Hansi Flick           |                          | 24 février 1965 (57 ans)   |                 |                 |                 |                 |                 |

* NB : Les âges sont calculés au début de la Coupe du monde 2022, le 20 novembre 2022.

## Compétition

### Format et tirage au sort
Le tirage au sort de la Coupe du monde a lieu le vendredi 1er avril 2022 au Centre des expositions à Doha. C’est le classement de mars qui est pris en compte, la sélection se classe 12e du classement FIFA, et l'Allemagne est placée dans le chapeau 2.

### Premier tour
|   | Équipe     | Pts | J | G | N | P | Bp | Bc | Diff |
| 1 | Japon      | 6   | 3 | 2 | 0 | 1 | 4  | 3  | +1   |
| 2 | Espagne    | 4   | 3 | 1 | 1 | 1 | 9  | 3  | +6   |
| 3 | Allemagne  | 4   | 3 | 1 | 1 | 1 | 6  | 5  | +1   |
| 4 | Costa Rica | 3   | 3 | 1 | 0 | 2 | 3  | 11 | -8   |

| 11 | 23 novembre 2022  | Allemagne  | 1 - 2 | Japon      |
| 10 | 23 novembre 2022  | Espagne    | 7 - 0 | Costa Rica |
| 25 | 27 novembre 2022  | Japon      | 0 - 1 | Costa Rica |
| 23 | 26 novembre 2022  | Espagne    | 1 - 1 | Allemagne  |
| 43 | 1er décembre 2022 | Japon      | 2 - 1 | Espagne    |
| 44 | 1er décembre 2022 | Costa Rica | 2 - 4 | Allemagne  |

#### Allemagne - Japon
| Match 11                                                     | Allemagne           | 1 - 2   | Japon                           | Stade international de Khalifa, Doha                                        |                                                                             |
| 23 novembre 2022 · 16:00 (UTC+3) · Historique des rencontres | Gündoğan 33e (pen.) | (1 - 0) | 75e Doan · 83e Asano (Itakura ) | Spectateurs : 42 608 Arbitrage : Iván Barton Arbitre vidéo : Mauro Vigliano | Spectateurs : 42 608 Arbitrage : Iván Barton Arbitre vidéo : Mauro Vigliano |
| 23 novembre 2022 · 16:00 (UTC+3) · Historique des rencontres | Rapport             |         |                                 | Spectateurs : 42 608 Arbitrage : Iván Barton Arbitre vidéo : Mauro Vigliano | Spectateurs : 42 608 Arbitrage : Iván Barton Arbitre vidéo : Mauro Vigliano |

| Allemagne | Japon |

| ALLEMAGNE :     |    |                    |  |     |
|                 |    |                    |  |     |
| Gardien de but  | 01 | Manuel Neuer       |  |     |
|                 | 03 | David Raum         |  |     |
|                 | 23 | Nico Schlotterbeck |  |     |
|                 | 02 | Antonio Rüdiger    |  |     |
|                 | 15 | Niklas Süle        |  |     |
|                 | 21 | İlkay Gündoğan     |  | 67e |
|                 | 06 | Joshua Kimmich     |  |     |
|                 | 10 | Serge Gnabry       |  | 90e |
|                 | 14 | Jamal Musiala      |  | 79e |
|                 | 13 | Thomas Müller      |  | 67e |
|                 | 07 | Kai Havertz        |  | 79e |
| Remplaçants :   |    |                    |  |     |
|                 | 18 | Jonas Hofmann      |  | 67e |
|                 | 08 | Leon Goretzka      |  | 67e |
|                 | 11 | Mario Götze        |  | 79e |
|                 | 09 | Niclas Füllkrug    |  | 79e |
|                 | 26 | Youssoufa Moukoko  |  | 90e |
| Sélectionneur : |    |                    |  |     |
| Hansi Flick     |    |                    |  |     |

| JAPON :         |    |                   |  |     |
|                 |    |                   |  |     |
| Gardien de but  | 12 | Shūichi Gonda     |  |     |
|                 | 05 | Yūto Nagatomo     |  | 57e |
|                 | 04 | Ko Itakura        |  |     |
|                 | 22 | Maya Yoshida      |  |     |
|                 | 19 | Hiroki Sakai      |  | 75e |
|                 | 17 | Ao Tanaka         |  | 71e |
|                 | 06 | Wataru Endō       |  |     |
|                 | 11 | Takefusa Kubo     |  | 46e |
|                 | 15 | Daichi Kamada     |  |     |
|                 | 14 | Junya Ito         |  |     |
|                 | 25 | Daizen Maeda      |  | 57e |
| Remplaçants :   |    |                   |  |     |
|                 | 16 | Takehiro Tomiyasu |  | 46e |
|                 | 09 | Kaoru Mitoma      |  | 57e |
|                 | 18 | Takuma Asano      |  | 57e |
|                 | 08 | Ritsu Doan        |  | 71e |
|                 | 10 | Takumi Minamino   |  | 75e |
| Sélectionneur : |    |                   |  |     |
| Hajime Moriyasu |    |                   |  |     |

| Assistants : David Morán Zachari Zeegelaar Quatrième arbitre : Saíd Martínez Assistants arbitre vidéo : Armando Villarreal Kathryn Nesbitt Fernando Guerrero Homme du Match : Shūichi Gonda |

#### Espagne - Allemagne
| Match 28                                                     | Espagne            | 1 - 1   | Allemagne               | Stade Al-Bayt, Al-Khor                                                         |                                                                                |
| 27 novembre 2022 · 22:00 (UTC+3) · Historique des rencontres | ( Alba) Morata 62e | (0 - 0) | 83e Füllkrug (Musiala ) | Spectateurs : 68 895 Arbitrage : Danny Makkelie Arbitre vidéo : Pol van Boekel | Spectateurs : 68 895 Arbitrage : Danny Makkelie Arbitre vidéo : Pol van Boekel |
| 27 novembre 2022 · 22:00 (UTC+3) · Historique des rencontres | Rapport            |         |                         | Spectateurs : 68 895 Arbitrage : Danny Makkelie Arbitre vidéo : Pol van Boekel | Spectateurs : 68 895 Arbitrage : Danny Makkelie Arbitre vidéo : Pol van Boekel |

| Espagne | Allemagne |

| ESPAGNE :       |    |                 |     |     |
|                 |    |                 |     |     |
| Gardien de but  | 23 | Unai Simón      |     |     |
|                 | 18 | Jordi Alba      |     | 82e |
|                 | 24 | Aymeric Laporte |     |     |
|                 | 16 | Rodri           |     |     |
|                 | 20 | Dani Carvajal   |     |     |
|                 | 05 | Sergio Busquets | 44e |     |
|                 | 26 | Pedri           |     |     |
|                 | 09 | Gavi            |     | 66e |
|                 | 21 | Dani Olmo       |     |     |
|                 | 10 | Marco Asensio   |     | 66e |
|                 | 11 | Ferran Torres   |     | 54e |
| Remplaçants :   |    |                 |     |     |
|                 | 07 | Álvaro Morata   |     | 54e |
|                 | 08 | Koke            |     | 66e |
|                 | 12 | Nico Williams   |     | 66e |
|                 | 14 | Alejandro Balde |     | 82e |
| Sélectionneur : |    |                 |     |     |
| Luis Enrique    |    |                 |     |     |

| ALLEMAGNE :     |    |                    |     |     |
|                 |    |                    |     |     |
| Gardien de but  | 01 | Manuel Neuer       |     |     |
|                 | 03 | David Raum         |     | 87e |
|                 | 02 | Antonio Rüdiger    |     |     |
|                 | 15 | Niklas Süle        |     |     |
|                 | 05 | Thilo Kehrer       | 37e | 70e |
|                 | 06 | Joshua Kimmich     | 60e |     |
|                 | 08 | Leon Goretzka      | 58e |     |
|                 | 14 | Jamal Musiala      |     |     |
|                 | 21 | İlkay Gündoğan     |     | 70e |
|                 | 10 | Serge Gnabry       |     | 85e |
|                 | 13 | Thomas Müller      |     | 70e |
| Remplaçants :   |    |                    |     |     |
|                 | 09 | Niclas Füllkrug    |     | 70e |
|                 | 16 | Lukas Klostermann  |     | 70e |
|                 | 19 | Leroy Sané         |     | 70e |
|                 | 18 | Jonas Hofmann      |     | 85e |
|                 | 23 | Nico Schlotterbeck |     | 87e |
| Sélectionneur : |    |                    |     |     |
| Hansi Flick     |    |                    |     |     |

| Assistants : Hessel Steegstra Jan de Vries Quatrième arbitre : István Kovács Assistants arbitre vidéo : Massimiliano Irrati Taleb Al-Marri Paolo Valeri Homme du Match : Álvaro Morata |

#### Costa Rica - Allemagne
| Match 44                                                      | Costa Rica              | 2 - 4   | Allemagne                                                                                     | Stade Al-Bayt, Al-Khor                                                           |                                                                                  |
| 1er décembre 2022 · 22:00 (UTC+3) · Historique des rencontres | Tejeda 58e · Vargas 70e | (0 - 1) | 10e Gnabry (Raum ) · 73e Havertz (Füllkrug ) · 85e Havertz (Gnabry ) · 90+1e Füllkrug (Sané ) | Spectateurs : 67 054 Arbitrage : Stéphanie Frappart Arbitre vidéo : Drew Fischer | Spectateurs : 67 054 Arbitrage : Stéphanie Frappart Arbitre vidéo : Drew Fischer |
| 1er décembre 2022 · 22:00 (UTC+3) · Historique des rencontres | Rapport                 |         |                                                                                               | Spectateurs : 67 054 Arbitrage : Stéphanie Frappart Arbitre vidéo : Drew Fischer | Spectateurs : 67 054 Arbitrage : Stéphanie Frappart Arbitre vidéo : Drew Fischer |

| Costa Rica | Allemagne |

| COSTA RICA :         |    |                   |     |       |
|                      |    |                   |     |       |
| Gardien de but       | 01 | Keylor Navas      |     |       |
|                      | 08 | Bryan Oviedo      |     | 90+3e |
|                      | 03 | Juan Pablo Vargas |     |       |
|                      | 19 | Kendall Waston    |     |       |
|                      | 06 | Óscar Duarte      | 77e |       |
|                      | 04 | Keysher Fuller    |     | 74e   |
|                      | 12 | Joel Campbell     |     |       |
|                      | 17 | Yeltsin Tejeda    |     | 90+3e |
|                      | 05 | Celso Borges      |     |       |
|                      | 20 | Brandon Aguilera  |     | 46e   |
|                      | 11 | Johan Venegas     |     | 74e   |
| Remplaçants :        |    |                   |     |       |
|                      | 14 | Youstin Salas     |     | 46e   |
|                      | 22 | Rónald Matarrita  |     | 74e   |
|                      | 09 | Jewison Bennette  |     | 74e   |
|                      | 07 | Anthony Contreras |     | 90+3e |
|                      | 24 | Roan Wilson       |     | 90+3e |
| Sélectionneur :      |    |                   |     |       |
| Luis Fernando Suárez |    |                   |     |       |

| ALLEMAGNE :     |    |                   |  |       |
|                 |    |                   |  |       |
| Gardien de but  | 01 | Manuel Neuer      |  |       |
|                 | 03 | David Raum        |  | 66e   |
|                 | 02 | Antonio Rüdiger   |  |       |
|                 | 15 | Niklas Süle       |  | 90+3e |
|                 | 06 | Joshua Kimmich    |  |       |
|                 | 21 | İlkay Gündoğan    |  | 55e   |
|                 | 08 | Leon Goretzka     |  | 46e   |
|                 | 19 | Leroy Sané        |  |       |
|                 | 14 | Jamal Musiala     |  |       |
|                 | 10 | Serge Gnabry      |  |       |
|                 | 13 | Thomas Müller     |  | 66e   |
| Remplaçants :   |    |                   |  |       |
|                 | 16 | Lukas Klostermann |  | 46e   |
|                 | 09 | Niclas Füllkrug   |  | 55e   |
|                 | 07 | Kai Havertz       |  | 66e   |
|                 | 11 | Mario Götze       |  | 66e   |
|                 | 04 | Matthias Ginter   |  | 90+3e |
| Sélectionneur : |    |                   |  |       |
| Hansi Flick     |    |                   |  |       |

| Assistants : Neuza Back Karen Diaz Medina Quatrième arbitre : Saíd Martínez Assistants arbitre vidéo : Jérôme Brisard Kathryn Nesbitt Massimiliano Irrati Homme du Match : Kai Havertz |

## Statistiques

### Temps de jeu
| Joueur                |          |          |          | TT       | But inscrit | Passe décisive | MJ       | MT       | Légende |
| --------------------- | -------- | -------- | -------- | -------- | ----------- | -------------- | -------- | -------- | --- |
| Gardiens              | Gardiens | Gardiens | Gardiens | Gardiens | Gardiens    | Gardiens       | Gardiens | Gardiens | Abréviations et symboles : TT : Total de minutes jouées MJ : Nombre de matchs joués MT : Matchs joués en tant que titulaire : but : passe décisive : joueur entré : joueur remplacé : capitaine : carton jaune : carton rouge |
| Manuel Neuer          | 90       | 90       | 90       | 270      | -           | -              | 3        | 3        | Abréviations et symboles : TT : Total de minutes jouées MJ : Nombre de matchs joués MT : Matchs joués en tant que titulaire : but : passe décisive : joueur entré : joueur remplacé : capitaine : carton jaune : carton rouge |
| Marc-André ter Stegen | -        | -        | -        | -        | -           | -              | -        | -        | Abréviations et symboles : TT : Total de minutes jouées MJ : Nombre de matchs joués MT : Matchs joués en tant que titulaire : but : passe décisive : joueur entré : joueur remplacé : capitaine : carton jaune : carton rouge |
| Kevin Trapp           | -        | -        | -        | -        | -           | -              | -        | -        | Abréviations et symboles : TT : Total de minutes jouées MJ : Nombre de matchs joués MT : Matchs joués en tant que titulaire : but : passe décisive : joueur entré : joueur remplacé : capitaine : carton jaune : carton rouge |
| Défenseurs            |          |          |          |          |             |                |          |          | Abréviations et symboles : TT : Total de minutes jouées MJ : Nombre de matchs joués MT : Matchs joués en tant que titulaire : but : passe décisive : joueur entré : joueur remplacé : capitaine : carton jaune : carton rouge |
| Armel Bella-Kotchap   | -        | -        | -        | -        | -           | -              | -        | -        | Abréviations et symboles : TT : Total de minutes jouées MJ : Nombre de matchs joués MT : Matchs joués en tant que titulaire : but : passe décisive : joueur entré : joueur remplacé : capitaine : carton jaune : carton rouge |
| Matthias Ginter       | -        | -        | 0        | 0        | -           | -              | 1        | -        | Abréviations et symboles : TT : Total de minutes jouées MJ : Nombre de matchs joués MT : Matchs joués en tant que titulaire : but : passe décisive : joueur entré : joueur remplacé : capitaine : carton jaune : carton rouge |
| Christian Günter      | -        | -        | -        | -        | -           | -              | -        | -        | Abréviations et symboles : TT : Total de minutes jouées MJ : Nombre de matchs joués MT : Matchs joués en tant que titulaire : but : passe décisive : joueur entré : joueur remplacé : capitaine : carton jaune : carton rouge |
| Jonas Hofmann         | 23       | 5        | -        | 28       | -           | -              | 2        | -        | Abréviations et symboles : TT : Total de minutes jouées MJ : Nombre de matchs joués MT : Matchs joués en tant que titulaire : but : passe décisive : joueur entré : joueur remplacé : capitaine : carton jaune : carton rouge |
| Thilo Kehrer          | -        | 70       | -        | 70       | -           | -              | 1        | 1        | Abréviations et symboles : TT : Total de minutes jouées MJ : Nombre de matchs joués MT : Matchs joués en tant que titulaire : but : passe décisive : joueur entré : joueur remplacé : capitaine : carton jaune : carton rouge |
| Lukas Klostermann     | -        | 20       | 44       | 64       | -           | -              | 2        | -        | Abréviations et symboles : TT : Total de minutes jouées MJ : Nombre de matchs joués MT : Matchs joués en tant que titulaire : but : passe décisive : joueur entré : joueur remplacé : capitaine : carton jaune : carton rouge |
| David Raum            | 90       | 87       | 66       | 243      | -           | 1              | 3        | 3        | Abréviations et symboles : TT : Total de minutes jouées MJ : Nombre de matchs joués MT : Matchs joués en tant que titulaire : but : passe décisive : joueur entré : joueur remplacé : capitaine : carton jaune : carton rouge |
| Antonio Rüdiger       | 90       | 90       | 90       | 270      | -           | -              | 3        | 3        | Abréviations et symboles : TT : Total de minutes jouées MJ : Nombre de matchs joués MT : Matchs joués en tant que titulaire : but : passe décisive : joueur entré : joueur remplacé : capitaine : carton jaune : carton rouge |
| Nico Schlotterbeck    | 90       | 3        | -        | 93       | -           | -              | 2        | 1        | Abréviations et symboles : TT : Total de minutes jouées MJ : Nombre de matchs joués MT : Matchs joués en tant que titulaire : but : passe décisive : joueur entré : joueur remplacé : capitaine : carton jaune : carton rouge |
| Niklas Süle           | 90       | 90       | 90       | 270      | -           | -              | 3        | 3        | Abréviations et symboles : TT : Total de minutes jouées MJ : Nombre de matchs joués MT : Matchs joués en tant que titulaire : but : passe décisive : joueur entré : joueur remplacé : capitaine : carton jaune : carton rouge |
| Milieux               |          |          |          |          |             |                |          |          | Abréviations et symboles : TT : Total de minutes jouées MJ : Nombre de matchs joués MT : Matchs joués en tant que titulaire : but : passe décisive : joueur entré : joueur remplacé : capitaine : carton jaune : carton rouge |
| Julian Brandt         | -        | -        | -        | -        | -           | -              | -        | -        | Abréviations et symboles : TT : Total de minutes jouées MJ : Nombre de matchs joués MT : Matchs joués en tant que titulaire : but : passe décisive : joueur entré : joueur remplacé : capitaine : carton jaune : carton rouge |
| Serge Gnabry          | 90       | 85       | 90       | 265      | 1           | 1              | 3        | 3        | Abréviations et symboles : TT : Total de minutes jouées MJ : Nombre de matchs joués MT : Matchs joués en tant que titulaire : but : passe décisive : joueur entré : joueur remplacé : capitaine : carton jaune : carton rouge |
| Leon Goretzka         | 23       | 90       | 46       | 159      | -           | -              | 3        | 2        | Abréviations et symboles : TT : Total de minutes jouées MJ : Nombre de matchs joués MT : Matchs joués en tant que titulaire : but : passe décisive : joueur entré : joueur remplacé : capitaine : carton jaune : carton rouge |
| İlkay Gündoğan        | 67       | 70       | 55       | 192      | 1           | -              | 3        | 3        | Abréviations et symboles : TT : Total de minutes jouées MJ : Nombre de matchs joués MT : Matchs joués en tant que titulaire : but : passe décisive : joueur entré : joueur remplacé : capitaine : carton jaune : carton rouge |
| Joshua Kimmich        | 90       | 90       | 90       | 270      | -           | -              | 3        | 3        | Abréviations et symboles : TT : Total de minutes jouées MJ : Nombre de matchs joués MT : Matchs joués en tant que titulaire : but : passe décisive : joueur entré : joueur remplacé : capitaine : carton jaune : carton rouge |
| Thomas Müller         | 67       | 70       | 66       | 203      | -           | -              | 3        | 3        | Abréviations et symboles : TT : Total de minutes jouées MJ : Nombre de matchs joués MT : Matchs joués en tant que titulaire : but : passe décisive : joueur entré : joueur remplacé : capitaine : carton jaune : carton rouge |
| Jamal Musiala         | 79       | 90       | 90       | 259      | -           | 1              | 3        | 3        | Abréviations et symboles : TT : Total de minutes jouées MJ : Nombre de matchs joués MT : Matchs joués en tant que titulaire : but : passe décisive : joueur entré : joueur remplacé : capitaine : carton jaune : carton rouge |
| Leroy Sané            | -        | 20       | 90       | 110      | -           | 1              | 3        | 1        | Abréviations et symboles : TT : Total de minutes jouées MJ : Nombre de matchs joués MT : Matchs joués en tant que titulaire : but : passe décisive : joueur entré : joueur remplacé : capitaine : carton jaune : carton rouge |
| Attaquants            |          |          |          |          |             |                |          |          | Abréviations et symboles : TT : Total de minutes jouées MJ : Nombre de matchs joués MT : Matchs joués en tant que titulaire : but : passe décisive : joueur entré : joueur remplacé : capitaine : carton jaune : carton rouge |
| Karim Adeyemi         | -        | -        | -        | -        | -           | -              | -        | -        | Abréviations et symboles : TT : Total de minutes jouées MJ : Nombre de matchs joués MT : Matchs joués en tant que titulaire : but : passe décisive : joueur entré : joueur remplacé : capitaine : carton jaune : carton rouge |
| Niclas Füllkrug       | 11       | 20       | 35       | 66       | 2           | 1              | 3        | -        | Abréviations et symboles : TT : Total de minutes jouées MJ : Nombre de matchs joués MT : Matchs joués en tant que titulaire : but : passe décisive : joueur entré : joueur remplacé : capitaine : carton jaune : carton rouge |
| Mario Götze           | 11       | -        | 24       | 35       | -           | -              | 2        | -        | Abréviations et symboles : TT : Total de minutes jouées MJ : Nombre de matchs joués MT : Matchs joués en tant que titulaire : but : passe décisive : joueur entré : joueur remplacé : capitaine : carton jaune : carton rouge |
| Kai Havertz           | 79       | -        | 24       | 103      | 2           | -              | 2        | 1        | Abréviations et symboles : TT : Total de minutes jouées MJ : Nombre de matchs joués MT : Matchs joués en tant que titulaire : but : passe décisive : joueur entré : joueur remplacé : capitaine : carton jaune : carton rouge |
| Youssoufa Moukoko     | 0        | -        | -        | 0        | -           | -              | 1        | -        | Abréviations et symboles : TT : Total de minutes jouées MJ : Nombre de matchs joués MT : Matchs joués en tant que titulaire : but : passe décisive : joueur entré : joueur remplacé : capitaine : carton jaune : carton rouge |
| Total                 |          |          |          |          |             |                |          |          | Abréviations et symboles : TT : Total de minutes jouées MJ : Nombre de matchs joués MT : Matchs joués en tant que titulaire : but : passe décisive : joueur entré : joueur remplacé : capitaine : carton jaune : carton rouge |
| Équipe d'Allemagne    | 90       | 90       | 90       | 270      | 6           | 5              | 3        | -        | Abréviations et symboles : TT : Total de minutes jouées MJ : Nombre de matchs joués MT : Matchs joués en tant que titulaire : but : passe décisive : joueur entré : joueur remplacé : capitaine : carton jaune : carton rouge |

| Buts | Joueurs         | Adversaires         |
| ---- | --------------- | ------------------- |
| 2    | Niclas Füllkrug | Espagne, Costa Rica |
| 2    | Kai Havertz     | Costa Rica (2)      |
| 1    | Serge Gnabry    | Costa Rica          |
| 1    | İlkay Gündoğan  | Japon               |

| Passes | Joueurs         | Adversaires |
| ------ | --------------- | ----------- |
| 1      | Niclas Füllkrug | Costa Rica  |
| 1      | Serge Gnabry    | Costa Rica  |
| 1      | Jamal Musiala   | Espagne     |
| 1      | David Raum      | Costa Rica  |
| 1      | Leroy Sané      | Costa Rica  |